# Agabiformius spatula
Agabiformius spatula is een pissebed uit de familie Porcellionidae. De wetenschappelijke naam van de soort is voor het eerst geldig gepubliceerd in 1905 door Adrien Dollfus.